# Eext
Eext est un village de la commune néerlandaise d'Aa en Hunze, en province de Drenthe. En 2004, le village avait 1 391 habitants. Le bourg est composé d'un certain nombre de places centrales bordées d'arbres (brink), autour desquelles sont construites les habitations ; ce type de village se rencontre souvent dans le nord-est de la province de Drenthe. Comme de nombreux villages de la région, Eext a connu un développement vers le nord-est, lors du défrichement et de l'exploitation des tourbières au nord-est du village. Les villages de Eexterveen, Eexterzandvoort et Eexterveenschekanaal ont été fondés à partir d'Eext.
Autour d'Eext se trouvent de nombreux dolmens.